# Mount Augustus
Mount Augustus er et isoleret bjerg i Mount Augustus National Park i Western Australia. Det er 1006 meter over havets overflade og omkring 860 meter over omgivelserne. Mount Augustus dækker et område på ca. 48 km2 og har en næsten 8 km lang central højderyg.
Mount Augustus er kendt som Burringurrah for de lokale Wajarri-aboriginere
Mount Augustus er flere steder i turistinformation og populær litteratur erklæret at være "verdens største monolit", men dette har ikke dækning i geologisk litteratur eller forskning idet bjerget ikke er en monolit.

## Geologi
Mount Augupstus består af sandsten og konglomerat, kendt som Mount Augustus-sandsten, liggende over ældre granit på bjergets nordside. Sandstenen blev aflejret af tidligere flodlejer og er noget yngre end den mere end 1,6 milliarder år gamle granit.

## Europæisk historie
Francis Thomas Gregory besteg toppen af Mount Augustus 3. juni 1858 i løbet af sin 107-dages tur gennem Gascoyne-regionen i Western Australia, og blev med det den første kendte europæer som besteg bjerget. Nogen uger efter navngav han bjerget etter sin bror, Sir Augustus Charles Gregory (1819–1905).